# 道格拉斯鎮區 (堪薩斯州斯塔福德縣)
道格拉斯鎮區（英語：Douglas Township）為美國堪薩斯州斯塔福德縣轄下的鎮區。2010年美国人口普查中此鎮區人口有112人。

## 地理
道格拉斯鎮區涵蓋總面積為93.4平方（36.08平方英里），其中陸地面積為93.4平方（36.08平方英里），水域面積為0平方（0.00平方英里）或0.00%。

## 人口統計
根據2010年美國人口普查，道格拉斯鎮區人口有112人，其中男性有55人，女性有57人，人口密度為每平方公里1.20人，住房計58戶。鎮區內的白人有106人，非裔美國人有0人，美洲原住民有0人，亞裔美國人有0人，太平洋島裔美國人有0人，其他種族有5人，混血種族則有1人。此外鎮區內有10人為西班牙裔或拉丁裔美國人。此鎮區之年齡中位數為49.4歲，而男性年齡中位數為49.3歲，女性年齡中位數為49.5歲。

## 交通

### 主要公路
- 19號堪薩斯州州道